# Apodemus uralensis
Apodemus uralensis és una espècie de mamífer rosegador de la família dels múrids. Són rosegadors de petites dimensions, amb una llargada de cap a gropa de 70 a 105 mm i una cua de 65 a 110 mm. Poden arribar a pesar fins a 28 g.
Es troba a Armènia, Àustria, l'Azerbaidjan, Belarús, Bulgària, Xina, Croàcia, República Txeca, Estònia, Geòrgia, Hongria, el Kazakhstan, Letònia, Liechtenstein, Lituània, Mongòlia, Montenegro, Polònia, Romania, Rússia, Sèrbia, Eslovàquia, Turquia i Ucraïna. Viu en camps agrícoles, prats secs i boscs humits de fins a 1.400 msnm.